# European Severe Storms Laboratory
Das European Severe Storms Laboratory (ESSL) ist eine in Deutschland im Jahr 2006 unter der Rechtsform e. V. gegründete gemeinnützige Unwetterforschungsorganisation. 2012 wurde in Österreich das "ESSL Research and Training Centre" gegründet. Das ESSL sammelt auf europäischer Ebene Unwetterdaten, prüft sie und stellt sie über ein frei zugängliches Web-Interface Wissenschaftlern und Laien zur Verfügung. Des Weiteren betreibt das ESSL Grundlagenforschung, aber auch anwendungsorientierte Projekte, und es veranstaltet regelmäßig europäische Unwetterkonferenzen. 
Eine Vorläuferorganisation war das nur im deutschsprachigen Raum tätige Netzwerk TorDACH. Das ESSL ist international mit anderen meteorologischen Organisationen vernetzt, wie beispielsweise mit dem namensverwandten NSSL (National Severe Storms Laboratory) in den USA, mit dem europäischen Wettersatellitenbetreiber EUMETSAT oder auch mit Partnern wie Skywarn.

## Organisation und Standorte
Das ESSL ist an seinen beiden Sitzen in Weßling nahe München (Deutschland) und Wiener Neustadt (Österreich) jeweils in der Rechtsform eines anerkannt gemeinnützigen Vereines organisiert. Die enge Kooperation der Partnervereine regelt ein "Memorandum of Understanding" aus dem Jahr 2012, wobei der Vorstand beider Rechtspersönlichkeiten weitgehend in Personalunion besetzt ist. In der offiziellen Kommunikation wird als Sprache Englisch verwendet. 
Institutionelle Mitglieder mit Stimmrecht in der Hauptversammlung sind Nationale Wetterdienste (beispielsweise DWD und ZAMG) und meteorologische Forschungseinrichtungen (wie etwa das Research Center for Environmental Changes der Academia Sinica in Taiwan oder das DLR (Deutsches Zentrum für Luft- und Raumfahrt) in Deutschland). Zudem sind Unwetterforscher aus verschiedenen Teilen der Welt persönliche Mitglieder.
Die Kontrolle der Tätigkeiten und Finanzgebarung sowie auch die wissenschaftliche Beratung erfolgt durch den ESSL Beirat, der von jeweils drei namhaften Persönlichkeiten aus den Interessensgruppen "Nationale Wetterdienste" und "Forschungseinrichtungen" besetzt ist.
Am Standort Weßling in Bayern befindet sich seit 2006 ein ESSL-Büro am Gelände des DLR in Oberpfaffenhofen, da das ESSL historisch gesehen ein Spin-off des DLR ist. 
Am Standort Wiener Neustadt in Niederösterreich betreibt das ESSL seit 2012 sein Forschungs- und Trainings-Zentrum. Die Wahl des Standortes fiel durch die geographischen Lage, die für Forschungen nicht nur in Mittel-, sondern auch in Süd- und Osteuropa günstig ist, durch die mittels öffentlichem Verkehr zentrale Erreichbarkeit in Europa, aber auch durch die an diesem Ort stattfindenden atypischen Wettersituationen, wie der Tornado im Jahr 1916.

### Europäische Unwetterdatenbank ESWD
In der Unwetterdatenbank European Severe Weather Database (ESWD) werden Meldungen zu Tornados, großem Hagel, Starkregen, Böenfrontwirbel (gustnadoes), Blindtromben (funnel clouds), Staubteufel, heftigem Schneefall, Vereisungsgefahren, Lawinen, schadensbringendem Blitzschlag und schweren Windböen in den Ländern Europas und des Mittelmeerraumes gesammelt. In die ESWD können über ein Webinterface von jedermann Unwettermeldungen eingetragen werden. Kleine Datenbankauszüge sind frei zugänglich. Es erfolgt eine stufenweise Qualitätskontrolle jeder einzelnen Unwettermeldung. Die ESWD ist die umfangreichste und bedeutendste Unwetterdatenbank Europas.

### Europäische Unwetterkonferenz ECSS
Als satzungsmäßige Aufgabe organisiert oder co-organisiert das ESSL alle zwei Jahre die europäische Unwetterkonferenz European Conference on Severe Storms (ECSS), die seit 2002 jeweils in einer anderen europäischen Stadt abgehalten wurde (mit der Vorläuferkonferenz EUROTORNADO im Jahr 2000 in Toulouse).
Das ESSL vergibt im Rahmen der ECSS zwei Preise: Erstens den Heino Tooming Award für herausragende wissenschaftliche Arbeiten auf dem Gebiet der Unwetterforschung, die in europäischer Kooperation geleistet wurden. Der Preis ist nach dem 2004 verstorbenen estnischen Meteorologen Heino Tooming benannt. Und zweitens den Nikolai Dotzek Award für herausragende wissenschaftliche Einzelleistungen oder auch für ein ganzes Lebenswerk.

### ESSL Testbed
Seit 2012 veranstaltet das ESSL jährlich im Frühsommer in seinem Forschungs- und Trainingszentrum in Wiener Neustadt das ESSL Testbed. Dies ist eine mehrwöchige Test- und Trainings-Aktivität, die Produktevaluierung von meteorologischen Unwetterwarnungs-Tools mit Fortbildung für Vorhersage-Meteorologen verbindet. Dabei erstellen Meteorologen aus ganz Europa gemeinsam mit den Modell- und Produktentwicklern in Echtzeit Test-Prognosen für unwettergefährdete Regionen in Europa und versuchen diese zu verbessern.

### Personalia
Am 29. Mai 2010 ist Nikolai Dotzek (geb. 1966), Initiator, Gründungsmitglied und erster Direktor des ESSL, plötzlich und unerwartet verstorben. Dotzek wurde zu den weltweit einflussreichsten Unwetterforschern seiner Zeit gezählt und legte durch das von ihm initiierte Netzwerk TorDACH den Grundstein für das heutige ESSL. 
Aktuell sind folgende Leitungsfunktionen bestellt: Pieter Groenemeijer (Direktor, Niederlande), Kathrin Riemann-Campe (Vizedirektorin, Deutschland) und Alois M. Holzer (Schatzmeister und operativer Direktor, Österreich).